# کیمن سیاه
کیمن سیاه (نام علمی: Melanosuchus niger) نام یک گونه از کیمن‌ها در تیره الیگاتوران است.